# Gare d’Igny
Gare d’Igny vasútállomás és RER állomás Franciaországban, Igny településen.

## Vasútvonalak
Az állomást az alábbi vasútvonalak érintik:
- Grande Ceinture line

## Kapcsolódó állomások
A vasútállomáshoz az alábbi állomások vannak a legközelebb:
- Gare de Massy - Palaiseau (Gare de Massy - Palaiseau, Line V)
- Gare de Bièvres (Gare de Versailles-Chantiers, Line V)

## Lásd még
- Franciaország vasútállomásainak listája
- A RER állomásainak listája